# Alexy Faure Prost
Alexy Faure Prost, né le 22 avril 2004, est un coureur cycliste professionnel français, membre de l'équipe Intermarché-Wanty.

## Biographie
En 2023, il est sacré champion de France sur route espoirs.
Déjà dans l'équipe réserve, il est promu dans l'équipe Intermarché-Circus-Wanty avec un an d'avance.

## Palmarès et résultats

### Palmarès amateur
- 2021
  - 3e étape de la Trainhard Classic
  - 2e de la Trainhard Classic
- 2022
  - 5e étape du Tour du Valromey
  - Boucles de Seine-et-Marne
  - 3e étape du Tour du Léman Juniors
  - 2e de la Côte d’Or Classic Juniors
  - 2e du Tour Causses Aigoual Cévennes
  - 2e du Tour du Léman Juniors
  - 3e du Prix de Cuiseaux

### Palmarès professionnel
- 2023
  -  Champion de France sur route espoirs
  - La Get Up Cup
  - Grand Prix de Raygeo - Villiers-le-Temple
  - 2e du Tour de la Vallée d'Aoste
  - 5e du Tour d'Italie espoirs